# ألونسو كيخانو

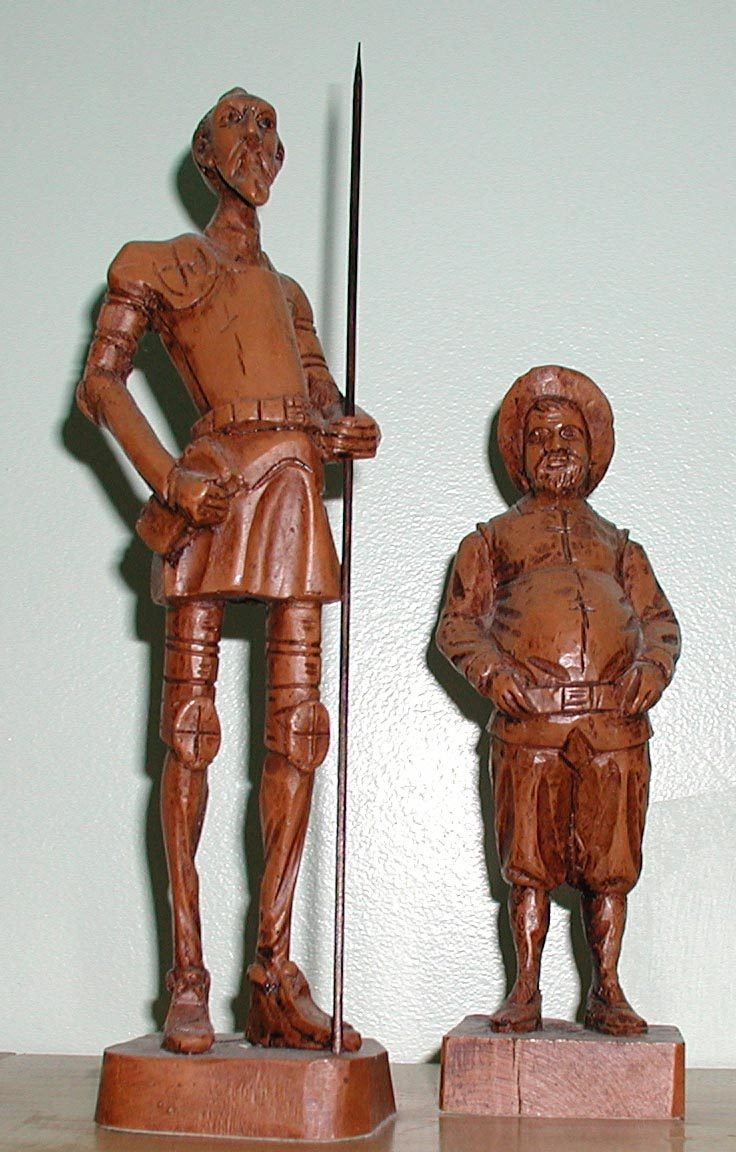
تماثيل صغيرة لدون كيخوطي (يسارًا) وسانشو بانثا (يمينًا).

ألونسو كيخانو (بالإسبانية: Alonso Quijano)‏ شخصية روائية خيالية من أبطال رواية الكيخوطي للكاتب الإسباني الشهير ميجيل دي ثيربانتس. كيخانو هو رجل نبيل قارب الخمسين من العمر يقيم في قرية في إقليم لا مانتشا في القرن السادس عشر لم يتزوج، وكان مولعًا بقراءة كتب الفروسية والشهامة بشكل كبير. وكان بدوره يصدق كل كلمة من هذه الكتب على الرغم من أحداثها غير الواقعية على الإطلاق. فقد ألونسو عقله من قلة النوم والطعام وكثرة القراءة ويقرر أن يترك منزله وعاداته وتقاليده ويشد الرحال كفارس شهم من العصور الوسطى يبحث عن مغامرة تنتظره، بسبب تأثره بقراءة كتب الفرسان الجوالين، وأخذ يتجول عبر البلاد حاملًا درعًا قديمة ومرتديًا خوذة بالية مع حصانه الضعيف روسينانتي حتى أصبح يحمل لقب دون كيخوطي دي لا مانتشا، ووُصف بـ فارس الظل الحزين. وبمساعدة خياله الفياض كان يحول كل العالم الحقيقي المحيط به، وخيلت له النزل المتواضعة كأنها قلاع وقصور شاهقة الارتفاع لمنازلتها. كان يغير طريقته في الحديث ويتبنى عبارات قديمة بما كان يتناسب مع عصر الفرسان. فيما لعبت الأشخاص والأماكن المعروفة دورًا هي الأخرى بظهورها أمام عينيه ميدانًا خياليًا يحتاج إليه للقيام بمغامراته. وأقنع جاره البسيط سانشو بانثا بمرافقته ليكون حاملًا للدرع ومساعدًا له مقابل تعيينه حاكمًا على جزيرة وبدوره يصدقه سانشو لسذاجته. كما يحول دون كيخوطي بمغامراته الفتاة القروية جارته إلى دولثينيا، فتاة قروية حسنة المظهر، لتكون موضع إعجابه وحبه عن بعد دون علمها. وصادفه الكثير من الحظ في مغامراته الفكاهية حيث كان الشخصية الرئيسية، والتي تدفعها جوهر الخير والمثالية، تبحث عن تقويم الأخطاء التي ارتكبها الآخرون ومساعدة الفئات المحرومة وتعيسة الحظ من الأرامل واليتامى والمساكين، معيدًا بذلك دور الفرسان الجوالين. وارتبط حب جارته السيدة دولثينيا من بلدية التوبوسو حبًا أفلاطونيًا،

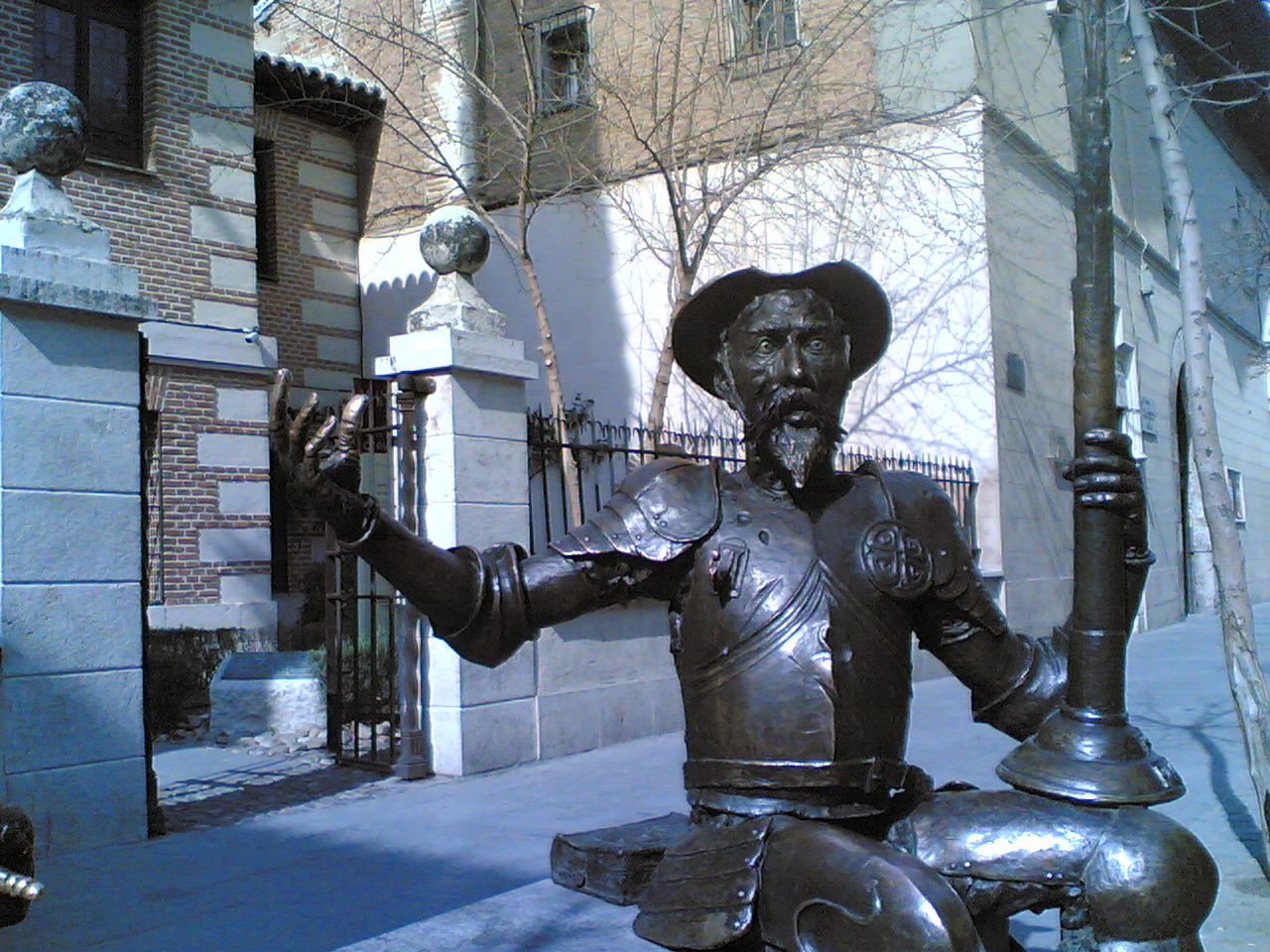
دون كيخوطي.